# Avenida Presidente Vargas

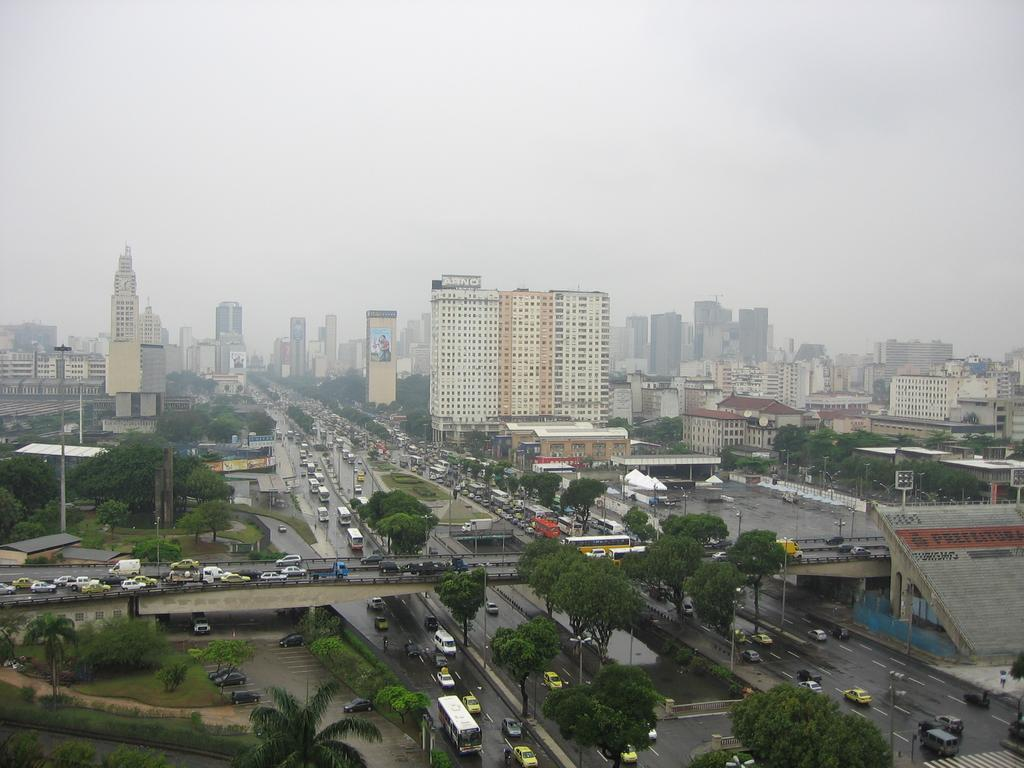
La avenida vista del edificio donde era la sede de la antigua Telerj.

La  avenida Presidente Vargas es uno de los principales ejes viales de Río de Janeiro. Su construcción implicó demoler parte del centro histórico carioca. Fue inaugurada en 1944. Atraviesa la Zona Central de oriente a occidente. Tiene catorce carriles y mide tres kilómetros. Le debe su nombre al mandatario Getúlio Vargas.

## Historia
Fue proyectada por Getúlio Vargas, que llegó al poder tras un golpe en 1937, cuando Río de Janeiro aún era la capital federal. Fue inaugurada en 7 de septiembre de 1944 con un desfile militar.

Palacio Municipal de Río de Janeiro, final del, demolido para la construcción de la avenida

Su construcción supso demoler buena parte del Centro. En estas demoliciones, iglesias históricas como la de San Pedro de los Clérigos y la de Santo Domingo fueron arrasadas, calles como la General Cámara, Visconde de Itaúna y senador Euzébio desaparecieron, y la plaza XI quedó despedazada, por lo que dejó de ser el centro de la bohemia y perdió su carácter cosmopolita. A su vez, el Campo de Santana perdió toda su franja norte.
En su primer kilómetro, en el Centro de la ciudad, las edificaciones de su entorno tienen una altura máxima normalizada de 70 m. El diseño de la avenida se inspiró en las autopistas construidas por el Partido Nazi en Alemania.

## Características
La avenida conecta la región de la Leopoldina en el extremo de la Zona Norte con la región de la Candelaria mediante un eje de 3,5 km y catorce vías de tráfico para vehículos. Cada pista tiene cuatro carriles. Dos vías van en el sentido Candelaria, y las otras dos en el de Zona Norte. La avenida va desde la iglesia de La Candelaria, cerca del puerto, hasta la Estación Central y el Sambódromo. 
Por la mitad de la avenida, pasa el canal del Mangue que desemboca en el río Maracaná, cerca de la antigua Estación de Hierro Leopoldina. En las inmediaciones de la Estación Central de Brasil, en pleno barrio Cidade Nova, el canal es desviado y da lugar a una calzada con jardines y parques.
La avenida es de suma importancia para Río de Janeiro, pues lo corta perpendicularmente en su mayor parte y atraviesa importantes ejes viales como Línea Roja y Avenida Brasil, en las proximidades de la Zona Norte, y las avenidas Río Blanco y Primero de Marzo, en el sentido de la Candelaria. Así, esta da acceso a las principales calles del centro, y principales establecimientos comerciales.
La avenida es pues la puerta de entrada y salida del Centro hacia las zonas Norte, Sur y Oeste de la ciudad. Entre sus establecimientos, se destaca la Estación Central, el edificio de los Correos, el Camelódromo, la plaza Once, la iglesia de la Candelaria, la avenida Pasos, la avenida Río Branco y la calle del Ouvidor.

## Transporte

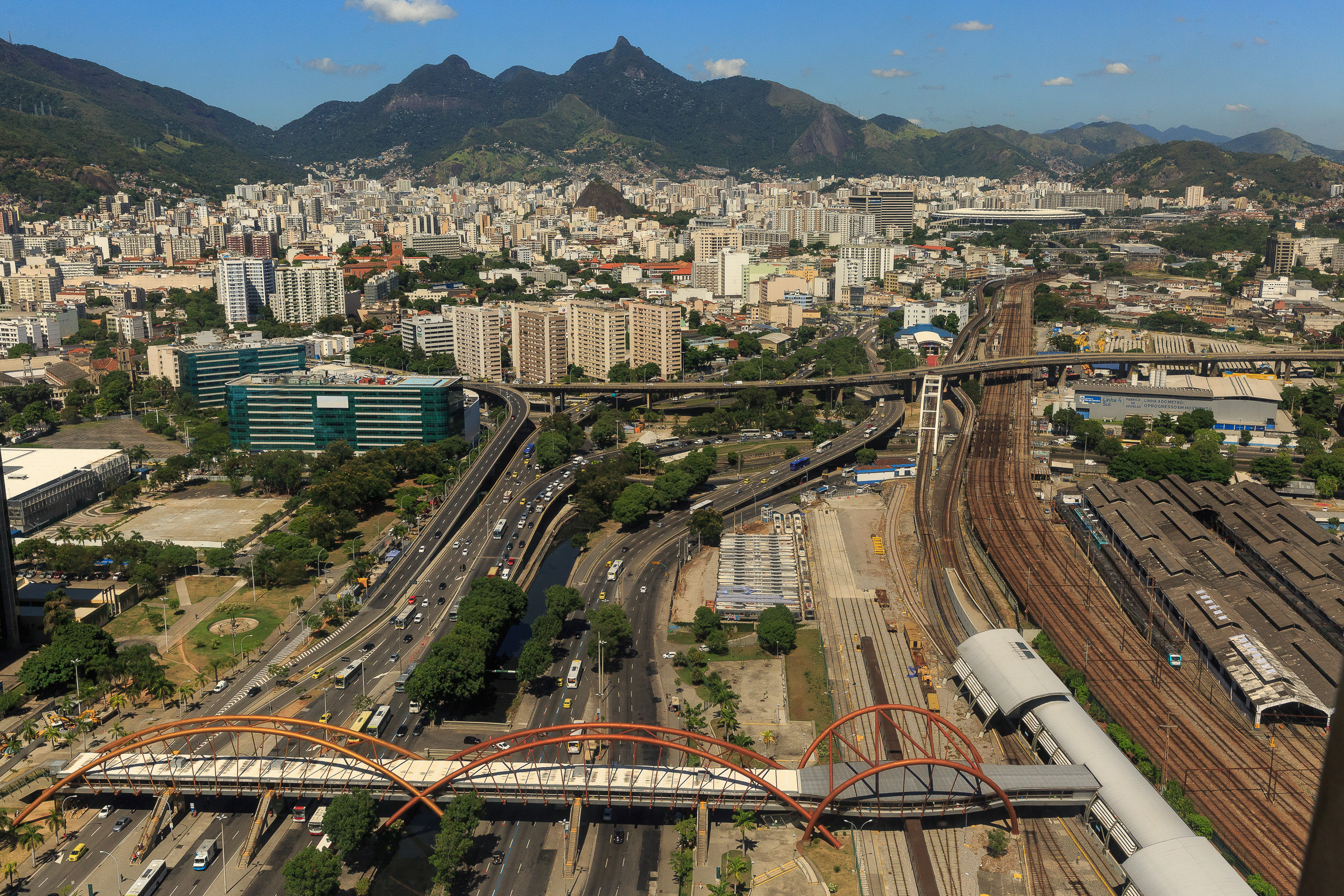
La avenida a la altura de la Estación Central de ferrocarriles.

- Autobuses. Cerca de su final, a las proximidades de la Leopoldina, se encuentra a Rodoviária Nuevo Río, y también es servida por diversas líneas y empresas de autobuses, venidas de todas las otras zonas de la ciudad. Principales puntos (más movidos): Presidente Vargas a la altura de la iglesia de la Cadelaria, el Camelódromo, la Central de Brasil, Ciudad Nueva y Leopoldina.
- Metro. Bajo la avenida pasa la Línea 1 del Metro. Las estaciones próximas a la avenida son Estácio, Plaza Once, Céntrica, Presidente Vargas y  Uruguaiana. En 2010, se inauguó la estación Ciudad Nueva frente a la Alcaldía.[2]
- Tren. El principal punto ferroviario de la ciudad se encuentra al margen derecha de avenida: la Estación Central. De esta parten ramales intermunicipales y para diversos barrios de la ciudad. De Duque de Caxias Santa Cruz, todos conectados por la Central, considerando también las interconexiones con otros medios de transporte que allí se dan.